# Peretytsjicha
Peretytsjicha (Russisch: Перетычиха) is een plaats (selo) in het noorden van de Russische kraj Primorje, niet ver van de grens met de kraj Chabarovsk. De plaats ligt op 26 meter boven zeeniveau in het noordelijke deel van de Sichote-Alin, op een open plek in de taiga aan de rivier de Jedinka, nabij de Samarga. Peretytsjicha vormt bestuurlijk gezien onderdeel van het gemeentelijk district Ternejski en daarbinnen van de selskoje poselenieje Jedininski, samen met het 8 kilometer zuidelijker gelegen plaatsje Jedinka.
Een groot deel van de bevolking is actief in de bosbouw (bosbeheer van Samarga). In het dorp bevindt zich een kleuterschool en een middelbare school. De plaats is verbonden met de 90 kilometer verderop gelegen nederzetting met stedelijk karakter Svetlaja door middel van een autoweg, die echter in zeer slechte staat verkeert.
Peretytsjicha werd begin 20e eeuw bewoond door oudgelovigen en telde toen ook ongeveer 130 inwoners. In 1932 ond er een aardbeving plaats, waardoor de rivierloop zich verplaatste. In 1935 werd er een kolchoz opgericht. Een deel van de oudgelovigen vluchtte in de jaren 30 de taiga in, maar ze werden achterhaald en teruggebracht. In de plaats bevonden zich toen onder andere een molen en een bijenschuur.
In de jaren 80 woonden er 150 tot 160 mensen, maar sindsdien is de bevolking weer gedaald.
Peretytsjycha is de dichtstbijzijnde plaats van het Oedegeïsche dorpje Agzoe. In de Sovjettijd bestonden er plannen om die geïsoleerde plaats door een 80-kilometer lange weg te verbinden met Peretytsjycha, maar dit werd door het uiteenvallen van de Sovjet-Unie uitgesteld voor onbepaalde tijd.